# قبطيساوات
القبطيساوات (الاسم العلمي: Coptoideae) هي أسرة من النباتات تتبع فصيلة الحوذانية من رتبة الحوذانيات.

## أجناس
- القبطيس (الاسم العلمي:Coptis)
- الجذر الأصفر (الاسم العلمي:Xanthorhiza)
- (الاسم العلمي:Asteropyrum)